# Ignaz Mitterer
Ignaz Mitterer (Assling, 2 febbraio 1850 – Bressanone, 18 agosto 1924) è stato un compositore austriaco.